# Alva Belmont
Alva Erskine Belmont, född Smith 17 januari 1853 i Mobile, Alabama, död 26 januari 1933 i Paris, var en amerikansk filantrop och rösträttskvinna.
Belmont, som tillhörde New York-societeten, var synnerligen förmögen och anslöt sig till rösträttsrörelsen efter att  hennes andra make avlidit 1908. Under en följd av år betalade hon huvuddelen av National American Woman Suffrage Associations utgifter. Hon blev en av ledande kvinnorna inom Congressional Union for Woman Suffrage, senare National Woman's Party. Hon uppmanade kvinnorna att bojkotta presidentvalen eftersom hon ansåg att kvinnor inte borde stödja männens partier och hoppades på att National Woman's Party skulle bli ett verkligt alternativ till de etablerade partierna.